# Empheresula arvernensis
Empheresula arvernensis — викопний вид сулоподібних птахів родини сулових (Sulidae), що існував на межі олігоцену та міоцену в Європі. Викопні рештки птаха знайдені у Франції. Птах мешкав на північному узбережжі доісторичного моря Паратетіс.